# Система Тахтаджяна
Система Тахтаджяна - філогенетична система класифікації квіткових рослин, одна з найбільш відомих систем класифікацій цієї групи організмів. Створена радянським ботаніком Арменом Леоновичем Тахтаджяном (1910-2009). Містить 38 надпорядків у складі 17 підкласів двох класів.
За системою А.Л. Тахтаджяна (1987) клас дводольні поділяють на 8 підкласів і 325 родин, а клас однодольні — на 3 підкласи із 65 родинами.
Одна з особливостей системи А.Л.Тахтаджяна і А.Кронквіста - застосування принципу типіфікаціі до таксонів всіх рангів (Міжнародний кодекс ботанічної номенклатури передбачає тарифікацію від таксонів нижчого рангу до родини включно). Тому назва кожної групи проводиться від назви типового роду з відповідним рангу закінченням - наприклад, відділ Magnoliophyta, клас Magnoliopsida (Dicotiledones), підклас Magnoliidae, надпорядок Magnolianae, порядок Magnoliales, родина Magnoliaceae - для всіх номенклатурним типом обраний рід Magnolia; клас Liliopsida (Monocotyledones), підклас Liliidae, надпорядок Lilianae, порядок Liliales, родина Liliaceae ( типовим обраний рід Lilium).

## Клас Magnoliopsida -Дводольні
- Підклас Magnoliidae
- Підклас Nymphaeidae
- Підклас Nelumbonidae
- Підклас Ranunculidae
- Підклас Caryophyllidae
- Підклас Hamamelididae
- Підклас Dilleniidae
- Підклас Rosidae
- Підклас Cornidae
- Підклас Lamiidae
- Підклас Asteridae

Дводольним рослинам в системах APG відповідає не традиційний клас Magnoliopsida (Dicotyledones), а сукупність монофілетичної групи Евдикоти і залишків від різних базальних груп - іноді ці залишки об'єднують в парафілетичну групу палеодікоти (palaeodicots).

## Клас Liliopsida -Однодольні
- Підклас Liliidae
- Підклас Arecidae
- Підклас Alismatidae

Однодольним рослинам в системах APG відповідає не традиційний клас Liliopsida (Monocotydones), а клада monocots.